# メジャー (アニメ)
『メジャー』（MAJOR）は、『週刊少年サンデー』にて連載されていた満田拓也の漫画『MAJOR』を原作として、2004年11月13日から2010年9月25日までNHK教育テレビジョンの土曜18時枠で放送されたテレビアニメ作品。全154話で、足掛け6年に渡って放送された。
その続編で、同雑誌にて連載中の漫画『MAJOR 2nd』を原作としたアニメ作品『メジャーセカンド』（MAJOR 2nd）については、MAJOR 2nd#テレビアニメを参照。
本項ではシリーズの表記をNHKにならい「第○シリーズ」、略称は「○期」とする。キャッチコピーは「夢の舞台へ駆け上がれ!」。

## 概要
1995年8月より、CM形態として放送された後、『MAJOR』連載10周年を記念して、2004年11月13日から放送が始まった。毎年1月から6月にかけて本放送が行われ（第3シリーズ - 第5シリーズ）、7月から12月には再放送が行われた。
作品自体はハイビジョン制作だが、2007年3月までは放送時間帯にマルチチャンネル編成が行われていたため標準画質での放送となっていた。同年4月以降はハイビジョン画質で放送されていた。
最高視聴率は2007年2月24日（第3シリーズ第8話）の7.6%（ビデオリサーチ社調べ、関東地区）。
一方で、2009年4月からは同時間帯に同誌の看板作品である『名探偵コナン』が日本テレビ系列（読売テレビ制作）で放送されていた。

### シリーズ名表記
本放送の期間ごとに1つのシリーズとして区別している本作では、メディアによって呼称が異なっている。
| NHK         | 小学館および エイベックス | DVD発売時タイトル （avex mode） |
| ----------- | ------------------------- | ------------------------------- |
| 第1シリーズ | 1st season                | （無印）                        |
| 第2シリーズ | 2nd season                | 吾郎・寿也激闘編                |
| 第3シリーズ | 3rd season                | 飛翔! 聖秀編                    |
| 第4シリーズ | 4th season                | アメリカ! 挑戦編                |
| 第5シリーズ | 5th season                | 決戦! 日本代表編                |
| 第6シリーズ | 6th season                | 完全燃焼! 夢の舞台編            |

### 構成
基本的には原作に沿っているが、原作に含まれるパンチラ・暴力的・差別的なシーン・度が過ぎた暴言などを中心にカットされたり、一部のシーンや登場人物の設定に変更がなされている。これにより、原作のストーリー展開とは違った登場人物の軽い振る舞いがみられる。
第4シリーズ以降は、吾郎と寿也を中心としたメインキャラクターが、現在の自分の環境下で苦悩や葛藤を重ねていく、アニメオリジナルストーリーがたびたび放送された。

## 登場人物
以下の人物は個別項目を参照。
本田吾郎→茂野吾郎
声 - くまいもとこ（1期）、森久保祥太郎（2期以降）
本作の主人公。投打共に優れた二刀流投手。野球に情熱を捧げ、両親との死別や度重なる故障といった逆境を乗り越えて成長。その熱意で出逢ったチームメイトやライバル達をも動かし、後に日本を代表するメジャーリーガーとなる。
佐藤寿也
声 - 大浦冬華（1期）、森田成一（2期以降）
吾郎の最初の野球友達で、終生のライバルであり、親友となる強肩強打の天才捕手。吾郎とは対照的に冷静沈着な性格で頭脳明晰。容姿端麗で女性人気も高い。
清水薫
声 - 笹本優子
本作のヒロイン。三船リトルでは吾郎と同じチームで共に戦った。ずっと吾郎のことを想って応援しつづけ、後に吾郎と結婚する。
ジョー・ギブソン
声 - 落合弘治
メジャーの速球投手。吾郎の父・茂治に死球を投げて死なせてしまい、その贖罪として吾郎の成長を見守る。吾郎にとっては亡き父に代わり目標と出来る唯一の人物。
ジョー・ギブソンJr.
声 - 浪川大輔
ジョー・ギブソンの息子。テキサス・レイダースの4番打者として天才的な打撃力を誇るスイッチヒッター。アメリカにおいて吾郎とライバル関係になる。

## スタッフ
第4シリーズよりアニメ制作会社がスタジオ雲雀からSynergySPにバトンタッチした影響で、監督・音楽・音響監督などの役職において変更が見られる。また、第3シリーズまでの間に幾度かキャラクターデザインが交代しているため、シリーズによってキャラの造形に多少の差異がある。
|                                 | 第1期                                        | 第2期                                        | 第3期                                        | 第4期                                        | 第5期                                        | 第6期                                        |
| ------------------------------- | -------------------------------------------- | -------------------------------------------- | -------------------------------------------- | -------------------------------------------- | -------------------------------------------- | -------------------------------------------- |
| 原作                            | 満田拓也 （小学館 少年サンデーコミックス刊） | 満田拓也 （小学館 少年サンデーコミックス刊） | 満田拓也 （小学館 少年サンデーコミックス刊） | 満田拓也 （小学館 少年サンデーコミックス刊） | 満田拓也 （小学館 少年サンデーコミックス刊） | 満田拓也 （小学館 少年サンデーコミックス刊） |
| 監督                            | カサヰケンイチ                               | カサヰケンイチ                               | カサヰケンイチ                               | N/A                                          | N/A                                          | N/A                                          |
| 監督                            | N/A                                          | N/A                                          | 福島利規                                     | 福島利規                                     | 福島利規                                     | 福島利規                                     |
| 総監督                          | N/A                                          | N/A                                          | カサヰケンイチ（3rdの途中から）              | カサヰケンイチ（3rdの途中から）              | カサヰケンイチ（3rdの途中から）              | カサヰケンイチ（3rdの途中から）              |
| 野球監修                        | N/A                                          | N/A                                          | N/A                                          | 長谷川滋利                                   | 大塚晶則                                     | 斎藤隆                                       |
| シリーズ構成                    | 土屋理敬                                     | 土屋理敬                                     | 土屋理敬                                     | 土屋理敬                                     | 土屋理敬                                     | 土屋理敬                                     |
| キャラクターデザイン 総作画監督 | 大城勝                                       | 大貫健一                                     | 大貫健一                                     | 大貫健一                                     | 大貫健一                                     | 大貫健一                                     |
| キャラクターデザイン 総作画監督 | 大城勝                                       | 宇佐美皓一                                   | 宇佐美皓一                                   | N/A                                          | N/A                                          | N/A                                          |
| 美術監督                        | 加藤靖忠                                     | N/A                                          | N/A                                          | 加藤靖忠                                     | 古賀徹 楠元祐也                              | 佐野秀典                                     |
| 美術監督                        | 徳田俊之                                     |                                              |                                              |                                              | 古賀徹 楠元祐也                              | 佐野秀典                                     |
| 撮影監督                        | 佐藤太郎                                     | 佐藤太郎                                     | 佐藤太郎                                     | 佐藤太郎                                     | 佐藤太郎                                     | 佐藤太郎                                     |
| 音響監督                        | 高桑一                                       | 高桑一                                       | 高桑一                                       | 飯塚康一                                     | 飯塚康一                                     | 飯塚康一                                     |
| 音楽                            | 朝倉紀行                                     | 朝倉紀行                                     | 朝倉紀行                                     | 中川幸太郎                                   | 中川幸太郎                                   | 中川幸太郎                                   |
| 効果                            | 川田清貴                                     | 川田清貴                                     | 川田清貴                                     | 川田清貴                                     | 川田清貴                                     | 川田清貴                                     |
| 編集                            | 坂本雅紀                                     | 坂本雅紀                                     | 坂本雅紀                                     | 小峰博美                                     | 小峰博美                                     | 小峰博美                                     |
| プロデューサー                  | 古市直彦                                     | 古市直彦                                     | 古市直彦                                     | 古市直彦                                     | N/A                                          | N/A                                          |
| アニメーション プロデューサー   | 光延青児                                     | 光延青児                                     | 光延青児                                     | 八田正宣                                     | 八田正宣                                     | 八田正宣                                     |
| 制作統括                        | 沢田昇                                       | 鈴木現                                       | 柏木敦子                                     | 柏木敦子                                     | 柏木敦子                                     | 廣岡篤哉                                     |
| 制作統括                        | 松本寿子                                     | 松本寿子                                     | 松本寿子                                     | 野島正宏                                     | 野島正宏                                     | 野島正宏                                     |
| 制作統括                        | N/A                                          | N/A                                          | N/A                                          | N/A                                          | 古市直彦                                     | 齊藤雅弘                                     |
| アニメーション制作              | スタジオ雲雀                                 | スタジオ雲雀                                 | スタジオ雲雀                                 | SynergySP                                    | SynergySP                                    | SynergySP                                    |
| 共同制作                        | NHKエンタープライズ                          | NHKエンタープライズ                          | NHKエンタープライズ                          | NHKエンタープライズ                          | NHKエンタープライズ                          | NHKエンタープライズ                          |
| 制作・著作                      | NHK、小学館集英社プロダクション              | NHK、小学館集英社プロダクション              | NHK、小学館集英社プロダクション              | NHK、小学館集英社プロダクション              | NHK、小学館集英社プロダクション              | NHK、小学館集英社プロダクション              |

## 主題歌
エイベックス所属のアーティストが担当している。特に、オープニングテーマは第3シリーズまで全てロードオブメジャーが手がけていた。
第1シリーズ
オープニングテーマ「心絵」
作詞・作曲 - 北川賢一 / 編曲・歌 - ロードオブメジャー
エンディングテーマ
「step」（1話 - 16話）
作詞 - 小幡英之 / 作曲・編曲 - 朝本浩文 / 歌 - 安良城紅
「Faraway」（17話 - 25話）
作詞 - 森由里子 / 作曲・編曲 - Jin Nakamura / 歌 - PARADISE GO!! GO!!

第2シリーズ
オープニングテーマ「さらば碧き面影」
作詞・作曲 - 北川賢一 / 編曲・歌 - ロードオブメジャー
エンディングテーマ
「WONDERLAND」（1（27）話 - 13（39）話）
作詞 - 岩里祐穂 / 作曲 - Stefan Aberg、Asa Karlsson / 編曲 - Stefan Aberg / 歌 - MAY
「しょぼい顔すんなよベイベー」（14（40）話 - 25（51）話）
作詞・作曲 - 永田武 / 編曲 - THE LOOSE DOGS、林部直樹 / 歌 - ザ・ルーズドッグス

第3シリーズ
オープニングテーマ「PLAY THE GAME」
作詞・歌 - ロードオブメジャー / 作曲・編曲 - ロードオブメジャー、山本恭司
エンディングテーマ
「Strike Party!!!」（1（53）話 - 15（67）話）
作詞 - 小坂りゆ / 作曲・編曲 - LOVE+HATE / 歌 - BeForU
「夜になれば」（16（68）話 - 25（77）話）
作詞・作曲 - 前田一平 / 編曲 - THE LOOSE DOGS、渡辺善太郎 / 歌 - ザ・ルーズドッグス

第4シリーズ
オープニングテーマ「RISE」
作詞・歌 - 大友康平 / 作曲・編曲 - Ryo
エンディングテーマ
「ONE DAY」（1（79）話 - 17（95）話）
作詞・作曲 - 前田一平 / 編曲 - THE LOOSE DOGS、渡辺善太郎 / 歌 - ザ・ルーズドッグス
「雨のち虹色」（18（96）話 - 25（103）話）
作詞・作曲 - 前田一平 / 編曲 - THE LOOSE DOGS、渡辺善太郎 / 歌 - 茂野吾郎×ザ・ルーズドッグス feat.大黒摩季

第5シリーズ
オープニングテーマ「Hey! Hey! Alright」
作詞・歌 - スチャダラパー+木村カエラ / 作曲 - スチャダラパー、小暮晋也
エンディングテーマ
「Stay with me」（1（105）話 - 16（120）話）
作詞・作曲 - ムラマツテツヤ / 編曲 - 川端良征 / 歌 - 島谷ひとみ
「ジブンカラー」（17（121）話 - 24（128）話 ）
作詞 - ワタナベカズヨシ / 作曲 - クツナテルヨシ / 編曲 - MISSILE CHEWBACCA / 歌 - 中村優
「心絵」（25（129）話）
作詞・作曲 - 北川賢一 / 編曲・歌 - ロードオブメジャー

第6シリーズ
オープニングテーマ「心絵」
作詞・作曲 - 北川賢一 / 編曲・歌 - TRIPLANE
エンディングテーマ
「トワイライトスター」（1（130）話 - 13（142）話）
作詞・作曲 - 涼平 / 編曲 - 大西省吾 & 涼平 / 歌 - メガマソ
「ずっと 前から」（14（143）話 - 24（153）話）
作詞 - 秋元康 / 作曲・編曲 - Ryo / 歌 - フレンチ・キス
「心絵」（25（154）最終話）
作詞・作曲 - 北川賢一 / 編曲・歌 - ロードオブメジャー

## 各話リスト

### 第1シリーズ
| 話数               | サブタイトル            | 脚本               | 絵コンテ             | 演出               | 作画監督            | 試合                     | 放送日             |
| 保育園（幼稚園）編 | 保育園（幼稚園）編      | 保育園（幼稚園）編 | 保育園（幼稚園）編   | 保育園（幼稚園）編 | 保育園（幼稚園）編  | 保育園（幼稚園）編       | 保育園（幼稚園）編 |
| ------------------ | ----------------------- | ------------------ | -------------------- | ------------------ | ------------------- | ------------------------ | ------------------ |
| 第1話              | 吾郎の夢、おとさんの夢  | 土屋理敬           | カサヰケンイチ       | 高島大輔           | 岩佐とも子          | -                        | 2004年 11月13日    |
| 第2話              | 二つの友情              | 土屋理敬           | 小平進               | 鈴木吉男           | 牧内ももこ          | -                        | 11月20日           |
| 第3話              | おとさんなんてキライだ! | 静谷伊佐夫         | 鎌田祐輔             | 宮田亮             | 荒尾英幸            | -                        | 11月27日           |
| 第4話              | 一日遅れの誕生日        | 土屋理敬           | 鈴木卓夫             | 鈴木卓夫           | 高田三郎            | -                        | 12月4日            |
| 第5話              | メジャーの男            | 吉岡たかを         | 小平進               | 粟井重紀           | 岩佐とも子          | -                        | 12月11日           |
| 第6話              | さよなら・・・・        | 土屋理敬           | 井硲清高             | 長尾粛             | 岩佐とも子 竹上貴雄 | -                        | 12月18日           |
| リトルリーグ編     |                         |                    |                      |                    |                     |                          |                    |
| 第7話              | 本田吾郎、9歳!          | 吉田玲子           | 鹿島典夫             | 三宅綱太郎         | 繁田享              | -                        | 12月25日           |
| 第8話              | チーム結成!             | 吉田玲子           | 石田暢               | 石田暢             | 大下久馬            | -                        | 2005年 1月8日      |
| 第9話              | 一人ぼっちのマウンド    | 静谷伊佐夫         | 鈴木卓夫             | 鈴木吉男           | 高田三郎            | 三船リトルvs商店街チーム | 1月15日            |
| 第10話             | 雨の熱戦                | 静谷伊佐夫         | 宮田亮               | 宮田亮             | 荒尾英幸            | 三船リトルvs商店街チーム | 1月22日            |
| 第11話             | おとさんのいたチーム    | 土屋理敬           | 伊藤秀樹             | 伊藤秀樹           | をがわいちろを      | -                        | 1月29日            |
| 第12話             | ギブソンからの招待状    | 吉岡たかを         | 藤本ジ朗             | 藤本ジ朗           | 平林孝              | -                        | 2月5日             |
| 第13話             | 夏だ、野球だ、合宿だ!   | 静谷伊佐夫         | 吉田俊司             | 三宅綱太郎         | 繁田享              | -                        | 2月12日            |
| 第14話             | 無謀な練習試合          | 静谷伊佐夫         | 渕上真               | 石田暢             | 赤尾良太郎          | -                        | 2月19日            |
| 第15話             | 監督の思い              | 吉田玲子           | 鈴木吉男 滝川和男    | まつもとよしひさ   | 高田三郎            | -                        | 3月5日             |
| 第16話             | ヤメタ!                 | 吉田玲子           | 鈴木行               | 横山じゅんいち     | 福島豊明            | -                        | 3月12日            |
| 第17話             | 大会スタート!           | 静谷伊佐夫         | 伊藤秀樹             | 宮澤通浩           | をがわいちろを      | 三船リトルvs本牧リトル   | 3月19日            |
| 第18話             | 目指せ、初勝利!         | 静谷伊佐夫         | 粟井重紀             | 粟井重紀           | 立中順平            | 三船リトルvs本牧リトル   | 3月26日            |
| 第19話             | かーさんの幸せ          | 土屋理敬           | 鹿島典夫             | 三宅綱太郎         | 繁田享              | -                        | 4月2日             |
| 第20話             | 吾郎降板!?              | 吉岡たかを         | 鈴木行               | 石田暢             | 赤尾良太郎          | 三船リトルvs戸塚西リトル | 4月9日             |
| 第21話             | これが野球!             | 吉岡たかを         | まつもとよしひさ     | まつもとよしひさ   | 華房泰堂            | 三船リトルvs戸塚西リトル | 4月16日            |
| 第22話             | 決戦前夜                | 土屋理敬           | 藤本ジ朗             | 藤本ジ朗           | 今井武志            | -                        | 4月23日            |
| 第23話             | 負ける気ナシ!           | 吉田玲子           | そーとめこういちろう | 宮田亮             | 荒尾英幸            | 三船リトルvs横浜リトル   | 4月30日            |
| 第24話             | 追いつけ! 追い越せ!     | 静谷伊佐夫         | 伊藤秀樹             | 宮澤通浩           | をがわいちろを      | 三船リトルvs横浜リトル   | 5月7日             |
| 第25話             | みんなで一緒に          | 土屋理敬           | 島津裕行             | 石田暢             | 大城勝              | 三船リトルvs横浜リトル   | 5月14日            |
| 第26話             | さよならは言わない      | 土屋理敬           | 鈴木行               | 粟井重紀           | 岩佐とも子          | 三船リトルvs横浜リトル   | 5月21日            |

### 第2シリーズ
| 話数           | サブタイトル         | 脚本           | 絵コンテ          | 演出           | 作画監督                | 試合               | 放送日          |
| 三船東中学校編 | 三船東中学校編       | 三船東中学校編 | 三船東中学校編    | 三船東中学校編 | 三船東中学校編          | 三船東中学校編     | 三船東中学校編  |
| -------------- | -------------------- | -------------- | ----------------- | -------------- | ----------------------- | ------------------ | --------------- |
| 第1（27）話    | 帰ってきた…          | 土屋理敬       | 藤本ジ朗          | 藤本ジ朗       | 鎌田祐輔                | -                  | 2005年 12月10日 |
| 第2（28）話    | 夢はひとつ!          | 吉岡たかを     | 石田暢            | 石田暢         | 今井武志                | -                  | 12月17日        |
| 第3（29）話    | 野球部、始動!        | 静谷伊佐夫     | 伊藤秀樹          | 梅本唯         | をがわいちろを          | 三船東中vs三船西中 | 12月24日        |
| 第4（30）話    | ライバル再会         | 吉岡たかを     | 福島一三          | 菱川直樹       | 田中穣                  | -                  | 2006年 1月7日   |
| 第5（31）話    | 寿也の過去           | 中村能子       | 小平進            | 下司泰弘       | 箕輪悟                  | 三船東中vs宝仙中   | 1月14日         |
| 第6（32）話    | スカウトの陰謀       | 静谷伊佐夫     | 葛谷直行          | 伊藤幸松       | 池下博紀                | 三船東中vs青武館中 | 1月21日         |
| 第7（33）話    | 強敵! 友ノ浦         | 土屋理敬       | 下田正美          | 鎌田祐輔       | 鎌田祐輔                | 三船東中vs友ノ浦中 | 1月28日         |
| 第8（34）話    | 何のために…          | 静谷伊佐夫     | 福島一三          | 山崎理         | 明珍宇作                | 三船東中vs友ノ浦中 | 2月4日          |
| 第9（35）話    | 熱闘の果てに         | 中村能子       | 工藤柾輝          | 梅本唯         | をがわいちろを          | 三船東中vs友ノ浦中 | 2月11日         |
| 第10（36）話   | 新たなる決意         | 土屋理敬       | 福島利規          | 石田暢         | 繁田亨                  | -                  | 2月18日         |
| 第11（37）話   | 海堂への狭き門       | 吉岡たかを     | 杉島邦久          | 伊藤幸松       | 池下博紀                | -                  | 2月25日         |
| 第12（38）話   | 海堂への切符         | 吉岡たかを     | 飯島正勝          | 国崎友也       | 福島豊明                | -                  | 3月4日          |
| 第13（39）話   | また・な…            | 土屋理敬       | カサヰケンイチ    | 菱川直樹       | 箕輪悟                  | -                  | 3月11日         |
| 海堂学園高校編 |                      |                |                   |                |                         |                    |                 |
| 第14（40）話   | 夢を見る島           | 静谷伊佐夫     | 又野弘道          | 土屋浩幸       | 山沢実                  | -                  | 3月18日         |
| 第15（41）話   | ピッチャーの条件     | 中村能子       | 二瓶勇一          | 梅本唯         | をがわいちろを          | -                  | 3月25日         |
| 第16（42）話   | 天然野球小僧         | 中村能子       | 杉島邦久          | 鎌田祐輔       | 繁田亨                  | -                  | 4月1日          |
| 第17（43）話   | つかの間の夏休み     | 土屋理敬       | 杉島邦久          | 伊藤幸松       | 池下博紀                | -                  | 4月8日          |
| 第18（44）話   | 不愉快な野球         | 吉岡たかを     | 菊池一仁          | 神崎ユウジ     | 福島豊明                | 夢島組vs特待生組   | 4月15日         |
| 第19（45）話   | 特待生の実力         | 静谷伊佐夫     | 杉島邦久          | 菱川直樹       | 箕輪悟 原田幸枝         | 夢島組vs特待生組   | 4月22日         |
| 第20（46）話   | 吾郎vsマニュアル野球 | 静谷伊佐夫     | 山崎理 小平進     | 土屋浩幸       | 石井繁                  | 夢島組vs特待生組   | 4月29日         |
| 第21（47）話   | 君と一緒に           | 中村能子       | 二瓶勇一          | 梅本唯         | をがわいちろを          | 夢島組vs特待生組   | 5月6日          |
| 第22（48）話   | 海堂の秘密           | 吉岡たかを     | 福島利規          | 鎌田祐輔       | 箕輪悟 青木美穂         | -                  | 5月13日         |
| 第23（49）話   | 江頭の思惑           | 土屋理敬       | 杉島邦久          | 神崎ユウジ     | 戸升利                  | -                  | 5月20日         |
| 第24（50）話   | 一軍への挑戦         | 中村能子       | 島村秀一          | 松浦錠平       | 永野美春 原田幸枝       | 海堂二軍vs海堂一軍 | 5月27日         |
| 第25（51）話   | 自分の足で           | 静谷伊佐夫     | 細田雅弘 杉島邦久 | 土屋浩幸       | かわむらあきお 青木美穂 | 海堂二軍vs海堂一軍 | 6月3日          |
| 第26（52）話   | あばよ!              | 土屋理敬       | 福島利規 笠井賢一 | 菱川直樹       | 鎌田祐輔 箕輪悟         | 海堂二軍vs海堂一軍 | 6月10日         |

### 第3シリーズ
| 話数           | サブタイトル           | 脚本           | 絵コンテ       | 演出           | 作画監督                 | 試合                 | 放送日         |
| 聖秀学院高校編 | 聖秀学院高校編         | 聖秀学院高校編 | 聖秀学院高校編 | 聖秀学院高校編 | 聖秀学院高校編           | 聖秀学院高校編       | 聖秀学院高校編 |
| -------------- | ---------------------- | -------------- | -------------- | -------------- | ------------------------ | -------------------- | -------------- |
| 第1（53）話    | ゼロからのスタート     | 中村能子       | カサヰケンイチ | 鎌田祐輔       | 永野美春                 | -                    | 2007年 1月6日  |
| 第2（54）話    | 新しい仲間             | 土屋理敬       | 福島利規       | 齋藤徳明       | 福島豊明                 | -                    | 1月13日        |
| 第3（55）話    | 父から子へ             | 土屋理敬       | カサヰケンイチ | 森義博         | 青木美穂                 | -                    | 1月20日        |
| 第4（56）話    | 無謀な賭け             | 静谷伊佐夫     | 梅本唯         | 梅本唯         | 森田忠                   | 聖秀学院vs帝仁高校   | 1月27日        |
| 第5（57）話    | 俺たちのグラウンド     | 静谷伊佐夫     | 福島利規       | 高田昌宏       | 田中穣                   | 聖秀学院vs帝仁高校   | 2月3日         |
| 第6（58）話    | それぞれの選択         | 中村能子       | 小高義規       | 鎌田祐輔       | 永野美春 箕輪悟          | -                    | 2月10日        |
| 第7（59）話    | 突然の訪問者           | 土屋理敬       | 細田雅弘       | 細田雅弘       | 松井誠                   | -                    | 2月17日        |
| 第8（60）話    | 江頭の陰謀             | 吉岡たかを     | 齋藤徳明       | 齋藤徳明       | 小林冬至生 杉本道明      | 聖秀学院vs海堂二軍   | 2月24日        |
| 第9（61）話    | エース不在             | 静谷伊佐夫     | 杉島邦久       | 森義博         | 福島豊明                 | -                    | 3月3日         |
| 第10（62）話   | 伝染する闘志           | 土屋理敬       | 梅本唯         | 梅本唯         | 服部聰志                 | 聖秀学院vs陽花学園   | 3月10日        |
| 第11（63）話   | 手負いのエース         | 中村能子       | 杉島邦久       | 高田昌宏       | 窪敏                     | 聖秀学院vs陽花学園   | 3月17日        |
| 第12（64）話   | 三船戦開始!            | 吉岡たかを     | 下田正美       | 鎌田祐輔       | 田中穣 永野美春          | 聖秀学院vs三船高校   | 3月24日        |
| 第13（65）話   | 白熱! 三船戦           | 静谷伊佐夫     | 杉島邦久       | 石田暢         | 福島豊明 永野美春        | 聖秀学院vs三船高校   | 3月31日        |
| 第14（66）話   | 意地vs意地             | 中村能子       | 細田雅弘       | 細田雅弘       | 松井誠                   | 聖秀学院vs三船高校   | 4月7日         |
| 第15（67）話   | フルスイング!          | 土屋理敬       | 齋藤徳明       | 齋藤徳明       | 福島豊明 小原渉平        | 聖秀学院vs三船高校   | 4月14日        |
| 第16（68）話   | 意外な再会             | 土屋理敬       | 杉島邦久       | 森義博         | 窪敏                     | -                    | 4月21日        |
| 第17（69）話   | 投手戦!                | 吉岡たかを     | 杉島邦久       | 高田昌宏       | 重国勇二 山形孝二        | 聖秀学院vs久里山高校 | 4月28日        |
| 第18（70）話   | ラストスパート!        | 中村能子       | 梅本唯         | 梅本唯         | 服部聰志                 | 聖秀学院vs久里山高校 | 5月5日         |
| 第19（71）話   | 王者への挑戦           | 静谷伊佐夫     | 福島利規       | 古田光男       | 福島豊明                 | 聖秀学院vs海堂学園   | 5月12日        |
| 第20（72）話   | 隙なし! マニュアル野球 | 静谷伊佐夫     | 細田雅弘       | 細田雅弘       | 松井誠                   | 聖秀学院vs海堂学園   | 5月19日        |
| 第21（73）話   | 寿也の秘策             | 吉岡たかを     | 鎌田祐輔       | 鎌田祐輔       | 窪敏 繁田亨              | 聖秀学院vs海堂学園   | 5月26日        |
| 第22（74）話   | 真っ向勝負             | 中村能子       | 杉島邦久       | 齋藤徳明       | 田中穣 小沼克介          | 聖秀学院vs海堂学園   | 6月2日         |
| 第23（75）話   | ギリギリの戦い         | 土屋理敬       | 杉島邦久       | 森義博         | 山形孝二 福島豊明        | 聖秀学院vs海堂学園   | 6月9日         |
| 第24（76）話   | 策謀の結末             | 静谷伊佐夫     | 杉島邦久       | 高田昌宏       | 繁田亨 窪敏              | 聖秀学院vs海堂学園   | 6月16日        |
| 第25（77）話   | 傷だらけのエース       | 中村能子       | 福島利規       | 福島利規       | 立中順平                 | 聖秀学院vs海堂学園   | 6月23日        |
| 第26（78）話   | 夢の舞台へ             | 土屋理敬       | カサヰケンイチ | 石田暢         | 永野美春 小沼克介 繁田亨 | -                    | 6月30日        |

### 第4シリーズ
このシリーズから、放送時間が24分30秒となっている。
| 話数             | サブタイトル             | 脚本             | 絵コンテ          | 演出                | 作画監督                   | 試合                                     | 放送日           |
| マイナーリーグ編 | マイナーリーグ編         | マイナーリーグ編 | マイナーリーグ編  | マイナーリーグ編    | マイナーリーグ編           | マイナーリーグ編                         | マイナーリーグ編 |
| ---------------- | ------------------------ | ---------------- | ----------------- | ------------------- | -------------------------- | ---------------------------------------- | ---------------- |
| 第1（79）話      | 野球の故郷（ふるさと）へ | 土屋理敬         | 福島利規          | 福島利規            | 繁田亨 福島豊明            | -                                        | 2008年 1月5日    |
| 第2（80）話      | トライアウト             | 中村能子         | 福島一三          | 石田暢              | 永野美春 福島豊明          | -                                        | 1月12日          |
| 第3（81）話      | やってやる!              | 福嶋幸典         | 福島一三          | 大宅光子            | 永野美春 一川孝久 飯田清貴 | -                                        | 1月19日          |
| 第4（82）話      | これがメジャー!          | 末永光代         | 福島利規          | 鎌田祐輔            | 繁田亨 窪敏                | -                                        | 1月26日          |
| 第5（83）話      | 世界への道しるべ         | 吉岡たかを       | 杉島邦久          | 福本潔              | 永野美春 金容植            | サーモンズvsエレファンツ                 | 2月2日           |
| 第6（84）話      | ゆるさねぇ!!             | 高橋ナツコ       | 梅本唯 立中順平   | 梅本唯 立中順平     | 服部聰志                   | クーガースvsファルコンズ                 | 2月9日           |
| 第7（85）話      | 度胸満点!                | 金春智子         | 杉島邦久          | 浅見松雄 立中順平   | 永野美春 崔英旻            | -                                        | 2月16日          |
| 第8（86）話      | デビュー!                | 福嶋幸典         | 石田暢 立中順平   | 石田暢 立中順平     | 繁田亨 福島豊明            | -                                        | 2月23日          |
| 第9（87）話      | 挑戦者                   | 末永光代         | 加藤洋人 立中順平 | 加藤洋人 立中順平   | 加藤洋人                   | 東京ウォリアーズvs埼玉ジャッカルズ       | 3月1日           |
| 第10（88）話     | 無理じゃねえ             | 中村能子         | 杉島邦久          | 大宅光子 立中順平   | 永野美春 一川孝久 飯田清貴 | -                                        | 3月8日           |
| 第11（89）話     | 狙ってみるか             | 高橋ナツコ       | 福島一三          | 高木由絵 立中順平   | 繁田亨 後村武              | バッツvsバイパース                       | 3月15日          |
| 第12（90）話     | 嘘つき!                  | 吉岡たかを       | 梅本唯 立中順平   | 梅本唯 立中順平     | 服部聰志                   | -                                        | 3月22日          |
| 第13（91）話     | バカな賭け               | 金春智子         | 鎌田祐輔 立中順平 | 鎌田祐輔 立中順平   | 永野美春 福島豊明          | バッツvsロケッツ                         | 3月29日          |
| 第14（92）話     | キーンの過去             | 中村能子         | 小高義規          | 浅見松雄 立中順平   | 石井繁 ハン・ヤンスク      | バッツvsバイパース                       | 4月5日           |
| 第15（93）話     | ヒーロー                 | 福嶋幸典         | イワナガアキラ    | 鈴木吉雄 立中順平   | 永野美春 江森真理子        | -                                        | 4月12日          |
| 第16（94）話     | ムカつく!                | 土屋理敬         | 辻初樹            | 福島利規 立中順平   | 永野美春 繁田亨 窪敏       | 聖秀高校vs帝仁高校                       | 4月19日          |
| 第17（95）話     | 目指すべきもの           | 末永光代         | 井上修            | 石田暢 立中順平     | 永野美春 福島豊明 飯飼一幸 | -                                        | 4月26日          |
| 第18（96）話     | アリスの夢 みんなの夢    | 中村能子         | 梅本唯 立中順平   | 梅本唯 立中順平     | 服部聰志                   | -                                        | 5月3日           |
| 第19（97）話     | ケジメ                   | 福嶋幸典         | 杉島邦久          | 石田暢              | 福島豊明                   | バッツvsシャークス                       | 5月10日          |
| 第20（98）話     | 出て行け!                | 高橋ナツコ       | 辻初樹            | 浅見松雄 立中順平   | 石井繁 永野美春 繁田亨     | -                                        | 5月17日          |
| 第21（99）話     | 波乱の幕開け             | 吉岡たかを       | 博多正寿          | 古谷田順久 立中順平 | 湖川友謙                   | バッツvsファルコンズ                     | 5月24日          |
| 第22（100）話    | 運命の1球                | 末永光代         | 吉川博明          | 石田暢 立中順平     | 飯飼一幸                   | バッツvsファルコンズ                     | 5月31日          |
| 第23（101）話    | もう一つの決戦           | 土屋理敬         | 辻初樹            | 鎌田祐輔 立中順平   | 福島豊明 永野美春 繁田亨   | 東京ウォリアーズvs横浜ブルーオーシャンズ | 6月7日           |
| 第24（102）話    | 偉大な男                 | 福嶋幸典         | 梅本唯 立中順平   | 梅本唯 立中順平     | 服部聰志                   | バッツvsファルコンズ                     | 6月14日          |
| 第25（103）話    | 本物の好敵手（ライバル） | 金春智子         | 石田暢 立中順平   | 石田暢 立中順平     | 福島豊明                   | バッツvsファルコンズ                     | 6月21日          |
| 第26（104）話    | 誓い                     | 吉岡たかを       | 杉島邦久          | 福島利規            | 大貫健一 立中順平          | バッツvsファルコンズ                     | 6月28日          |

### 第5シリーズ
第5シリーズの第1回の放送は、視聴率の週間ランキングは7%（アニメ部門6位）と非常に高い数字であった。また、正月の一挙再放送（第3シリーズ）では、4位から8位までこの作品の再放送が独占した。
| 話数          | サブタイトル               | 脚本       | 絵コンテ        | 演出              | 作画監督                   | 試合                                                | 放送日         |
| W杯編         | W杯編                      | W杯編      | W杯編           | W杯編             | W杯編                      | W杯編                                               | W杯編          |
| ------------- | -------------------------- | ---------- | --------------- | ----------------- | -------------------------- | --------------------------------------------------- | -------------- |
| 第1（105）話  | ふたたび                   | 土屋理敬   | 福島利規        | 福島利規          | 福島豊明                   | -                                                   | 2009年 1月10日 |
| 第2（106）話  | 二人の温度差               | 吉岡たかを | 福島利規        | 梅本唯            | 服部聰志                   | -                                                   | 1月17日        |
| 第3（107）話  | 代表集結!                  | 末永光代   | 古藤行也        | 石田暢 立中順平   | 繁田亨                     | -                                                   | 1月24日        |
| 第4（108）話  | 試行錯誤                   | 金春智子   | 福島利規        | 加藤顕 立中順平   | 佐野英敏                   | -                                                   | 1月31日        |
| 第5（109）話  | ヤングジャパン             | 土屋理敬   | 博多正寿        | 浅見松雄 立中順平 | 崎山知明                   | プロ若手選抜vs日本代表                              | 2月7日         |
| 第6（110）話  | 無欲の直球（ストレート）   | 吉岡たかを | 杉島邦久        | 片貝慎 立中順平   | 関崎高明                   | プロ若手選抜vs日本代表                              | 2月14日        |
| 第7（111）話  | 突然の通達                 | 末永光代   | 梅本唯 立中順平 | 梅本唯 立中順平   | 服部聰志                   | -                                                   | 2月21日        |
| 第8（112）話  | それぞれの思い             | 土屋理敬   | 吉川博明        | 石田暢 立中順平   | 田中穣                     | アメリカ代表vsカナダ代表                            | 2月28日        |
| 第9（113）話  | 重圧と真価                 | 末永光代   | 岩永彰          | 久米一成 立中順平 | 飯田宏義                   | 日本代表vsベネズエラ代表                            | 3月7日         |
| 第10（114）話 | 磨かれた牙                 | 吉岡たかを | 杉島邦久        | 奥野耕太 立中順平 | 佐野英敏                   | 日本代表vsベネズエラ代表                            | 3月14日        |
| 第11（115）話 | 男じゃねぇ!!               | 金春智子   | 福島利規        | 鎌田祐輔 立中順平 | 福島豊明                   | 日本代表vs韓国代表                                  | 3月21日        |
| 第12（116）話 | 呪縛                       | 末永光代   | 梅本唯 立中順平 | 梅本唯 立中順平   | 服部聰志                   | 日本代表vsドミニカ代表                              | 3月28日        |
| 第13（117）話 | 日本の野球                 | 吉岡たかを | 杉島邦久        | 浅見松雄 立中順平 | 崎山知明 山﨑輝彦          | 日本代表vsドミニカ代表                              | 4月4日         |
| 第14（118）話 | 大丈夫!                    | 土屋理敬   | 岩永彰          | 岩永彰            | 繁田亨                     | -                                                   | 4月11日        |
| 第15（119）話 | アグレッシブ・ベースボール | 金春智子   | 吉川博明        | 浅見松雄 立中順平 | 能條理行 橋本純一          | 日本代表vsキューバ代表 ベネズエラ代表vsアメリカ代表 | 4月18日        |
| 第16（120）話 | それぞれの覚悟             | 末永光代   | こでらかつゆき  | 所俊克 立中順平   | 関口雅浩                   | 日本代表vsキューバ代表 ベネズエラ代表vsアメリカ代表 | 4月25日        |
| 第17（121）話 | アメリカの誇り             | 吉岡たかを | 梅本唯 立中順平 | 梅本唯 立中順平   | 服部聰志                   | 日本代表vsキューバ代表 ベネズエラ代表vsアメリカ代表 | 5月2日         |
| 第18（122）話 | 約束の場所へ               | 吉岡たかを | 博多正寿        | 石田暢 立中順平   | 田中穣                     | -                                                   | 5月9日         |
| 第19（123）話 | ピッチングの原点           | 末永光代   | 福島利規        | 石田暢 立中順平   | 福島豊明                   | 日本代表vsアメリカ代表                              | 5月16日        |
| 第20（124）話 | 誇りを胸に                 | 金春智子   | 福島一三        | 浅見松雄 立中順平 | 埼山智明 山沢実 橋本正則   | 日本代表vsアメリカ代表                              | 5月23日        |
| 第21（125）話 | 自分自身のため             | 吉岡たかを | 所俊克 立中順平 | 所俊克 立中順平   | 尾崎正幸                   | 日本代表vsアメリカ代表                              | 5月30日        |
| 第22（126）話 | 終わらない夢               | 土屋理敬   | 梅本唯 立中順平 | 梅本唯 立中順平   | 服部聰志                   | 日本代表vsアメリカ代表                              | 6月6日         |
| 第23（127）話 | 父の背中                   | 末永光代   | 杉島邦久        | 石田暢            | 立中順平 繁田亨            | 日本代表vsアメリカ代表                              | 6月13日        |
| 第24（128）話 | 死闘の果て                 | 吉岡たかを | 博多正寿        | 高田昌宏 立中順平 | 田中穣 福島豊明            | -                                                   | 6月20日        |
| 第25（129）話 | 明日への道                 | 土屋理敬   | 岩永彰          | 石田暢 立中順平   | 永野美春 岸野美智 福島豊明 | -                                                   | 6月27日        |

### 第6シリーズ
| 話数             | サブタイトル     | 脚本             | 絵コンテ         | 演出             | 作画監督            | 試合                                                                         | 放送日           |
| メジャーリーグ編 | メジャーリーグ編 | メジャーリーグ編 | メジャーリーグ編 | メジャーリーグ編 | メジャーリーグ編    | メジャーリーグ編                                                             | メジャーリーグ編 |
| ---------------- | ---------------- | ---------------- | ---------------- | ---------------- | ------------------- | ---------------------------------------------------------------------------- | ---------------- |
| 第1（130）話     | スーパールーキー | 土屋理敬         | 福島利規         | 石田暢           | 福島豊明            | ホーネッツvsタイタンズ                                                       | 2010年 4月3日    |
| 第2（131）話     | 鮮烈デビュー!    | 吉岡たかを       | 吉川博明         | 松浦錠平         | 尾崎正幸            | ホーネッツvsシーガルス                                                       | 4月10日          |
| 第3（132）話     | 逃げ場なきピンチ | 金春智子         | 福島利規         | 上嶋福太郎       | 福島豊明            | ホーネッツvsホワイトホークス                                                 | 4月17日          |
| 第4（133）話     | 悩めるサウスポー | 末永光代         | 伊藤秀樹         | 坂口竜太郎       | 服部聡志            | ホーネッツvsタイタンズ                                                       | 4月24日          |
| 第5（134）話     | 治療の成果       | 吉岡たかを       | 菱川直樹         | 菱川直樹         | 繁田亨              | バッツvsシャークス                                                           | 5月1日           |
| 第6（135）話     | プロの資質       | 金春智子         | 福島一三         | 岡佳広           | 河野紘一郎          | バッツvsシャークス ホーネッツvsタイタンズ                                    | 5月8日           |
| 第7（136）話     | ルーキーの苦悩   | 末永光代         | 吉川博明         | 松浦錠平         | 尾崎正幸            | ホーネッツvsウイングス ホーネッツvsレイダース                                | 5月15日          |
| 第8（137）話     | 電撃復帰         | 末永光代         | 福島利規         | 石田暢           | 福島豊明            | ホーネッツvsバイソンズ                                                       | 5月22日          |
| 第9（138）話     | 復活のマウンド   | 土屋理敬         | 福島一三         | 上嶋福太郎       | 近藤優次            | ホーネッツvsコヨーテス                                                       | 5月29日          |
| 第10（139）話    | それぞれの夏     | 金春智子         | 辻初樹           | 坂口竜太郎       | 服部聡志 池内直子   | -                                                                            | 6月5日           |
| 第11（140）話    | 託された夢       | 吉岡たかを       | 菱川直樹         | 菱川直樹         | 松本朋之 宍戸久美子 | ホーネッツvsウイングス ホーネッツvsホワイトホークス ホーネッツvsグリッパーズ | 6月12日          |
| 第12（141）話    | 暗黙のルール     | 末永光代         | 岡佳広           | 岡佳広           | 河野紘一郎          | ホーネッツvsサンズ                                                           | 6月19日          |
| 第13（142）話    | 負の連鎖         | 土屋理敬         | 福島利規         | 林直孝           | 藤本さとる          | ホーネッツvsパンサーズ                                                       | 6月26日          |
| 第14（143）話    | エースの責任     | 金春智子         | 大橋誉志光       | ながはまのりひこ | 尾崎正幸            | ホーネッツvsパンサーズ                                                       | 7月3日           |
| 第15（144）話    | ウイークポイント | 末永光代         | 福島一三         | 上嶋福太郎       | 田中穣 福島豊明     | ホーネッツvsサーモンズ                                                       | 7月10日          |
| 第16（145）話    | 断固たる意志     | 金春智子         | 辻初樹           | 坂口竜太郎       | 伊藤秀樹            | ホーネッツvsブラウンズ                                                       | 7月17日          |
| 第17（146）話    | 招かれざる客     | 吉岡たかを       | 菱川直樹         | 菱川直樹         | 福島豊明 松本朋之   | -                                                                            | 7月24日          |
| 第18（147）話    | らしくねぇ!      | 土屋理敬         | 岡佳広           | 白石道太         | 矢吹えいこ          | -                                                                            | 7月31日          |
| 第19（148）話    | 忍び寄る影       | 末永光代         | 神志那弘志       | ながはまのりひこ | 尾崎正幸            | バイソンズvsレイダース ホーネッツvsコヨーテス                                | 8月7日           |
| 第20（149）話    | そこにある夢     | 吉岡たかを       | 大橋誉志光       | 石田暢           | 田中穣 松本朋之     | ホーネッツvsタイタンズ                                                       | 8月21日          |
| 第21（150）話    | 諦めるな!        | 金春智子         | 福島利規         | カサヰケンイチ   | 富山大輔 吉田肇     | ホーネッツvsコヨーテス                                                       | 8月28日          |
| 第22（151）話    | 残されたチャンス | 末永光代         | 福島一三         | 上嶋福太郎       | 近藤優次 福島豊明   | ホーネッツvsコヨーテス                                                       | 9月4日           |
| 第23（152）話    | 限界を超えて     | 吉岡たかを       | 神志那弘志       | 石田暢           | 近藤優次 岸本誠司   | ホーネッツvsコヨーテス                                                       | 9月11日          |
| 第24（153）話    | 栄光への執念     | 土屋理敬         | 菱川直樹         | 菱川直樹         | 福島豊明 松本朋之   | バイソンズvsレイダース                                                       | 9月18日          |
| 第25（154）話    | 未来へ           | 土屋理敬         | 福島利規         | 福島利規         | 田中穣 岸本誠司     | ホーネッツvsサーモンズ ホーネッツvsレイダース（ワールドシリーズ）            | 9月25日          |

## 放送日程
第1シリーズ
- 本放送
  - 2004年11月13日 - 2005年5月21日：毎週土曜 18時00分 - 18時25分 - 11月6日に当初､開始予定、新潟県中越地震のため1週間繰り下げ。

- 再放送
  - 2005年5月28日 - 12月3日：毎週土曜 18時00分 - 18時25分
  - 2006年8月5日 - 8月8日、8月10日-8月15日：10日連続で深夜に放送（総合テレビ）
  - 2007年1月1日 - 1月2日：8時 - 11時45分、1月3日 8時00分 - 11時20分
  - 2008年4月5日 - 9月27日：毎週土曜 9時25分 - 9時50分

- BS版再放送
  - 2009年4月5日 - 2011年3月27日：毎週日曜 8時00分 - 8時50分・2話連続放送（BShi）※第5シリーズ以降は、毎週日曜 8時00分 - 8時25分
  - 2011年11月15日 - 2012年3月30日：火曜 - 土曜（月曜〜金曜深夜） 3時00分 - 3時25分（BSプレミアム）※第4シリーズまでの再放送
  - 2012年4月6日 - 9月28日　：毎週金曜 19時00分 - 19時25分（BSプレミアム）※第1シリーズのみの再放送

- 総集編
  - 2007年12月31日：9時50分 - 11時19分
  - 2009年1月1日：17時00分 - 18時29分

- 韓国では、2007年2月23日よりアニメ専門チャンネルのトゥーニバースで放送されている。

第2シリーズ
- 本放送
  - 2005年12月10日 - 2006年6月10日：毎週土曜 18時00分 - 18時25分

- 再放送
  - 2006年6月17日 - 12月16日：毎週土曜 18時00分 - 18時25分
  - 2007年8月6日 - 8月9日、8月12日 - 8月18日の何れも深夜（総合テレビ）
  - 2008年1月1日 - 1月2日：8時30分 - 13時50分、1月3日 8時30分 - 12時40分
  - 2008年10月4日 - 2009年4月4日：毎週土曜 9時 - 9時25分

- 総集編（前・後編）
  - 2006年12月23日、12月30日：18時00分 - 18時25分
  - 2007年1月3日：18時00分 - 18時49分
  - 2007年1月6日：13時25分 - 14時15分（総合テレビ）

第3シリーズ
- 本放送
  - 2007年1月6日 - 6月30日：毎週土曜 18時00分 - 18時25分

- 再放送
  - 2007年7月7日 - 12月29日：毎週土曜 18時00分 - 18時25分（24話と26話のみ土曜 18時25分 - 18時50分）
  - 2009年1月1日・1月2日：8時00分 - 11時45分、1月3日：8時00分 - 11時20分
  - 2009年4月11日 - 10月3日：毎週土曜 9時00分 - 9時25分

第4シリーズ
- 本放送
  - 2008年1月5日 - 6月28日：毎週土曜 18時00分 - 18時25分

- 再放送
  - 2008年1月14日：1・2話 9時40分 - 10時40分
  - 2008年7月5日 - 12月27日：毎週土曜 18時00分 - 18時25分
  - 2009年10月10日 - 2010年4月10日：毎週土曜 9時00分 - 9時25分
  - 2010年8月16日 - 8月19日：月・水 1時05分 - 4時00分／火・木 1時30分 - 4時00分 - メジャー4アンコールとして4日間で全話が一挙放送された。

第5シリーズ
- 本放送
  - 2009年1月10日 - 6月27日：毎週土曜 18時00分 - 18時25分

- 再放送
  - 2009年7月1日 - 12月23日：毎週水曜 19時00分 - 19時25分
  - 2010年4月17日 - 10月2日：毎週土曜 9時00分 - 9時25分
  - 2011年1月1日 - 1月3日：1月1日、1月2日 8時00分 - 11時40分30秒 / 1月3日 8時00分 - 10時51分30秒 - メジャー5集中放送として放送された。

第6シリーズ
- 本放送
  - 2010年4月3日 - 9月25日：毎週土曜 18時00分 - 18時25分

- 再放送
  - 2010年10月9日 - 2011年4月16日：毎週土曜 9時00分 - 9時25分
  - 2015年9月27日 - 2016年3月27日：毎週日曜 17時30分 - 17時55分

また、インターネットテレビ局である「AbemaTV」（なつかしアニメch）にて開局した2016年4月11日から2017年4月20日まで全6シリーズの再放送が行われた。過去に2010年からディズニーXDでも放送された。

## 劇場アニメ
第1シリーズと第2シリーズの間に当たる、福岡での吾郎の成長を描いた『劇場版MAJOR メジャー 友情の一球（ウィニングショット）』が2008年12月13日に東宝系で公開された。また、同映画へと繋がるストーリー『メジャー・ビギニング』を収録したスペシャルDVDが11月28日にセブン-イレブン限定で特別販売され、その後Amazonでも販売された。

## OVA

### メッセージ
『メジャー -メッセージ-』は、コミックスバンドル版の最終巻である78巻（2010年12月17日発売）の限定版に同梱のOVA。原作のメジャーリーグ編終盤からエピローグとなる“日本プロ野球編“へと続く空白年間のストーリーが描かれ、続編である『メジャーセカンド』に直結する。

#### 主題歌（メッセージ）
「心絵」
作詞・作曲 - 北川賢一 / 編曲 - 山原和宏 / 歌 - 茂野吾郎（森久保祥太郎）

### ワールドシリーズ編 夢の瞬間へ
『MAJOR ワールドシリーズ編 夢の瞬間へ』は、総集編コミックの「MAJORワールドシリーズ激闘編」に同梱されたOVA。シリーズ最後のアニメ化作品で、第6シリーズのその後にあたる原作のクライマックス“ワールドシリーズ編“（コミックス75巻〜78巻）が描かれる。2011年12月16日に上巻が、2012年1月18日に下巻が発売された。2012年10月5日には上巻下巻のOVAの内容に加え、冒頭約15分の新規パートとOPを追加した特別版DVDが発売された。この特別版には特典映像として、先述の『メッセージ』も収録されている。

#### 主題歌（ワールドシリーズ編）
オープニングテーマ「JUST DO IT」
作詞・作曲 -YUTO / 歌 - CLUTCHO
エンディングテーマ「Time capsule」
作詞・作曲 -森川佑斗 / 歌 - CLUTCHO
2016年4月9日に『ワールドシリーズ編 夢の瞬間へ』が、同年4月17日に『メッセージ』がEテレにて放映された。